# Міфологічна школа
Міфологічна школа — напрям у фольклористиці та літературознавстві початку XIX ст., запроваджений німецькими романтиками: гейдельберзькими (Л. Арнім, К. Брентано, Й. Геррес та ін.), єнськими (брати А. та Ф. Шлегелі), які спиралися на естетику Ф.-В.-Й. Шеллінга («Філософія мистецтва», 1802—1803), на уявлення про міф як універсальне значення, «природну релігію», необхідну умову існування мистецтва, достеменну основу поезії, намагалися віднайти генетичне праджерело міфотворення.
Ці тенденції передбачив ще Дж. Віко у «Новій науці» (1725), який вважав метафору чи метонімію «маленьким міфом». Й.-Г. Гердер був схильний розглядати міфи з позиції національної своєрідності.
Філософські засади міфологічної школи оформилися після видання «Німецької міфології» (1835) братів Я. та В. Грімм, що сприяло усвідомленню сутності народної душі не тільки давніх греків і римлян, а й іранців, германців, кельтів, слов'ян. Автори дослідження були переконані, що фольклор, втілюючи колективну несвідому душу, має божественне походження, що з міфу при його занепаді неминуче виникають казка, епос, легенда тощо. Брати Грімм використовували принципи порівняльно-історичного мовознавства, на цій підставі віднаходили спільні ознаки в уснопоетичній творчості багатьох народів, тому за аналогією з прамовою висували гіпотезу спільного праміфу.
Розвивалося два відгалуження Міфологічної школи:
- представники етимологічного (А. Кун, Німеччина; М. Мюллер, Англія; Ф. Буслаєв, О. Міллер, Росія) пропонували здійснювати лінгвістичну реконструкцію міфу за допомогою палеонтологічної методології;
- прихильники демонологічного (В. Шварц, В. Маннгардт, Німеччина) порівнювали схожі за змістом міфи.

А. Кун у працях «Сходження вогню та божественного трунку» (1859), «Про стадії міфотворення» (1873) тлумачив міфічні образи шляхом семантичного зближення імен зі словами санскриту, досліджував «Веди», обстоював «метеорологічну теорію» міфів. Аналогічні операції здійснив засновник «порівняльної міфології» М. Мюллер («Досліди з порівняльної міфології», 1856; «Читання про науку про мову», 1861—1864), який виводив давні міфи з первісних мов, розробив методику лінгвопалеонтології (двотомний «Внесок у науку про міфологію», 1897), запропонував «солярну теорію», що спиралася на практику обожнення небесних світил.
Найповніше «солярно-метеорологічна теорія» потрактована у праці «Порівняльно-критичні спостереження над шаровим складом російського епосу. Ілля Муромець та богатирство Київське» (1869) О. Міллера. Ф. Буслаєв вважав, що фольклорні жанри постали за епічної доби з міфу. Свої спостереження вчений підтверджував доказами версії про виникнення назв річок, зокрема Дунаю, велетів на зразок Святогора тощо. В. Шварц («Походження міфології […]», 1860; «Поетичний погляд на природу греків, римлян та германців […]», 1864—1979), В. Маннгардт («Демони жита», 1868; «Лісові та польові культури», 1875—77; «Міфологічні дослідження» 1884) джерелом появи міфів вважали не обожнення небесних тіл, а поклоніння демонічним істотам. О. Афанасьєв у працях «Дідусь домовий» (1850), «Відун та Відьма» (1851), «Поетичні погляди слов'ян на природу» (1865—1869) прагнув синтезувати розмаїті теоретичні спрямування міфологічної школи її концепції позначилися на становленні як науковців О. Пипіна, О. Веселовського, які невдовзі переглянули ці положення, виявили недоліки, запропонували інші шляхи вивчення міфу, зокрема з позиції міграційної теорії та теорії зустрічних течій. Свій варіант подолання кризи міфологічної школи формулювала антропологічна школа.

## Неоміфологічна школа
У 20-ті XX ст. позиції міфологічної школи були оновлені у неоміфологічній теорії Карла Густава Юнга, зокрема в його вченні про архетипи. Неоміфологізм у своїх дослідженнях розвивали Ж. Дюмезіль, Ш. Отран, Ф. Реглан, Ян де Фріс, Р. Карпентер, Дж. Кембел та ін. 

## В Україні
В Україні міфологічна школа, яка орієнтувала аналітичну свідомість на особливості світосприйняття кожного етносу, вплинула на Миколу Костомарова («Об историческом значений русской народной поззии», 1843; «Слов'янська міфологія», 1947), певною мірою — на М. Сумцова («Хліб у звичаях та піснях», 1885). Досвід міфологічної школи використовував у психологічній школі Олександр Потебня («Про міфологічне значення деяких звичаїв та повір'їв», 1865, та ін.), який вважав мовлення «головним і первинним знаряддям» міфічного мислення, шукав його сліди в народній поезії, спростовував припущення М. Мюллера про «хворобу мови» як джерела міфічних образів.